# Laković
Laković je priimek več oseb:
- Dragan Laković, srbski igralec
- Elvir Laković Laka, bosanski glasbenik
- Predrag Laković, srbski igralec
- Saša Laković, srbsko-kanadski hokejist